# Tamar Slay
Tamar Ulysses Slay (Beckley, 2 aprile 1980) è un ex cestista statunitense, professionista nella NBA, in Israele e in Italia.
Ha giocato nel ruolo di ala/guardia ed è stato selezionato in passato dai New Jersey Nets e dai Charlotte Bobcats del campionato NBA.

## Carriera
Si è formato presso la Marshall University. Esordisce in NBA disputandovi 66 partite, tra New Jersey Nets e Charlotte Bobcats.
Nel 2005 ha militato tra gli israeliani dell'Hapoel Gerusalemme, liberandosi al termine del 2006. Nel 2007 è stato tra le file del Bakersfield Jam nel campionato americano dell'NBDL.
Per la stagione 2007-08 ha firmato per l'Orlandina Basket. Al termine della stagione è stato pagato un buy-out di soli 50.000 euro, e così il giocatore si è liberato, diventando un free agent e ha firmato con Avellino.
Nella stagione 2009-10 veste la maglia della Carmatic Pistoia. Dalla stagione 2010-2011 alla 2011-2012 è nel roster della Reyer Venezia. Da agosto 2012 è alla Sutor Montegranaro, sempre in prima divisione italiana. Per la stagione 2013-2014 Tamar si è trasferito alla Centrale del Latte di Brescia.

## Statistiche

### College
| Anno      | Squadra           | PG  | PT  | MP   | TC%  | 3P%  | TL%  | RP  | AP  | PRP | SP  | PP   |
| --------- | ----------------- | --- | --- | ---- | ---- | ---- | ---- | --- | --- | --- | --- | ---- |
| 1998-1999 | Marshall Th. Herd | 27  | 15  | 14,9 | 37,3 | 30,1 | 69,0 | 2,5 | 1,3 | 0,6 | 0,3 | 6,0  |
| 1999-2000 | Marshall Th. Herd | 30  | 30  | 30,7 | 49,8 | 43,3 | 70,6 | 4,4 | 2,3 | 1,2 | 0,6 | 19,9 |
| 2000-2001 | Marshall Th. Herd | 27  | 27  | 34,3 | 40,5 | 32,7 | 81,6 | 5,4 | 2,7 | 1,4 | 0,4 | 17,3 |
| 2001-2002 | Marshall Th. Herd | 30  | 30  | 34,4 | 44,6 | 41,9 | 73,1 | 5,4 | 2,4 | 1,6 | 0,5 | 18,9 |
| Carriera  | Carriera          | 114 | 102 | 28,8 | 44,3 | 38,6 | 74,9 | 4,4 | 2,2 | 1,2 | 0,5 | 15,7 |

### NBA

#### Regular Season
| Anno      | Squadra           | PG | PT | MP  | TC%  | 3P%  | TL%  | RP  | AP  | PRP | SP  | PP  |
| --------- | ----------------- | -- | -- | --- | ---- | ---- | ---- | --- | --- | --- | --- | --- |
| 2002-2003 | N.J. Nets         | 36 | 0  | 7,6 | 37,9 | 28,0 | 70,0 | 0,9 | 0,4 | 0,4 | 0,1 | 2,6 |
| 2003-2004 | N.J. Nets         | 22 | 0  | 7,5 | 35,0 | 33,3 | 50,0 | 1,1 | 0,6 | 0,3 | 0,0 | 2,4 |
| 2004-2005 | Charlotte Bobcats | 8  | 0  | 9,8 | 33,3 | 16,7 | 0,0  | 1,8 | 0,4 | 0,6 | 0,0 | 3,5 |
| Carriera  | Carriera          | 66 | 0  | 7,8 | 36,1 | 26,5 | 53,8 | 1,1 | 0,5 | 0,4 | 0,1 | 2,6 |

#### Playoffs
| Anno     | Squadra   | PG | PT | MP  | TC%  | 3P%  | TL% | RP  | AP  | PRP | SP  | PP  |
| -------- | --------- | -- | -- | --- | ---- | ---- | --- | --- | --- | --- | --- | --- |
| 2003     | N.J. Nets | 6  | 0  | 1,8 | 25,0 | 100  | -   | 0,0 | 0,0 | 0,0 | 0,0 | 0,5 |
| 2004     | N.J. Nets | 6  | 0  | 2,0 | 20,0 | 0,0  | 100 | 0,3 | 0,0 | 0,2 | 0,0 | 0,7 |
| Carriera | Carriera  | 12 | 0  | 1,9 | 22,2 | 50,0 | 100 | 0,2 | 0,0 | 0,1 | 0,0 | 0,6 |